# 警備部
警備部（けいびぶ）は、日本の各都道府県警察の本部に置かれている部署の一つ。公安事件の捜査・情報収集、機動隊運用、警衛警護、災害対策、雑踏警備などを担当。警察庁警備局直轄の、いわゆる公安警察として機能している。

## 概要
道府県警察本部の警備部には、警備課、公安課、外事課および機動隊、航空隊が設置されている。
東京を管轄する警視庁は例外的に、公安警察を担当する警視庁公安部が設置され、警視庁警備部は警備・警衛及び警護・災害救助に特化している。
要員は、都道府県警察本部警備部に約8,000名、警視庁公安部に約2,000名の、あわせて約1万名である。
消防と異なり、災害対応は救助救援ではなく「警備」として実施される。
欧州では日本の機動隊が担当しているような任務を軍警察（憲兵隊）が行う場合がある。